# Файсаль Аль-Дахіль
Файсаль Аль-Дахіль (араб. فيصل الدخيل‎; нар. 13 серпня 1957) — кувейтський футболіст, що грав на позиції нападника за клуб «Аль-Кадісія», а також національну збірну Кувейту, у складі якої був володарем кубка Азії 1980 року та учасником чемпіонату світу 1982 року.

## Клубна кар'єра
У дорослому футболі дебютував 1973 року виступами за команду клубу «Аль-Кадісія», кольори якої і захищав протягом усієї своєї кар'єри гравця, що тривала сімнадцять років.

## Виступи за збірну
1974 року дебютував в офіційних матчах у складі національної збірної Кувейту. 1980 року став володарем домашнього для катарців кубка Азії 1980 року, а також був учасником футбольного турніру Олімпійських ігор 1980 року, де азійська команда подолала груповий етап, проте у чвертьфіналі мінімально з рахунком 1:2 поступилася господарям турніру, збірній СРСР.
Згодом був учасником чемпіонату світу 1982 року в Іспанії та кубка Азії 1984 року в Сінгапурі.

## Титули і досягнення
- Переможець Кубка націй Перської затоки: 1976, 1986
- Володар Кубка Азії: 1980
- Срібний призер Кубка Азії: 1976
- Бронзовий призер Кубка Азії: 1984